# Coenosia calopoda
Coenosia calopoda este o specie de muște din genul Coenosia, familia Muscidae, descrisă de Mario Bezzi în anul 1908. Conform Catalogue of Life specia Coenosia calopoda nu are subspecii cunoscute.